# La mia libertà
La mia libertà è l'ottavo album in studio di Franco Califano, pubblicato nel 1981 per l'etichetta discografica Ricordi.

## Tracce
1. La mia libertà (Franco Califano e Marcello Marrocchi)
2. Ma che musica (Franco Califano e Alberto Varano)
3. Non so fare di più (Franco Califano e Marcello Marrocchi)
4. Boh! (Franco Califano, Cristiano Malgioglio e Alberto Varano)
5. Bambina del nord (Franco Califano e Dario Baldan Bembo)
6. Reginella (Gaetano Lama e Libero Bovio)
7. Semplicemente (Franco Califano, Frank Del Giudice)
8. Auguri (Califano, Corrado Castellari e Cristiano Malgioglio)
9. Cos'è l'età (Franco Califano e Romano Musumarra)
10. Parliamone (Franco Califano e Giovanni Ullu)
11. Ma poi (Franco Califano, Guido Lombardi e Roberto Murolo)